# Lägerdorf
Lägerdorf település Németországban, Schleswig-Holstein tartományban. Lakosainak száma 2769 fő (2023. december 31.).

## Népesség
A település népességének változása:
| Lakosok száma | 3485 | 2706 | 2662 | 2677 | 2745 | 2769 |
|               | 1975 | 2017 | 2019 | 2021 | 2022 | 2023 |